# Sorezore no isu
Sorezore no isu (jap. それぞれの椅子) – drugi album studyjny japońskiego zespołu Nogizaka46, wydany w Japonii 25 maja 2016 roku przez N46Div..
Album został wydany w pięciu edycjach: regularnej (CD) i czterech limitowanych CD+DVD (Type-A, Type-B, Type-C, Type-D). Osiągnął 1 pozycję w rankingu Oricon i pozostał na liście przez 96 tygodni, sprzedał się w nakładzie 352 223 egzemplarzy. Zdobył status platynowej płyty.

## Lista utworów
Wszystkie utwory zostały napisane przez Yasushiego Akimoto.

### Type-A, edycja regularna
| CD  | CD                                                               | CD                      | CD                                | CD      |
| Nr  | Tytuł utworu                                                     | Kompozycja              | Aranżacja                         | Długość |
| --- | ---------------------------------------------------------------- | ----------------------- | --------------------------------- | ------- |
| 1.  | „Inochi wa utsukushii” (jap. 命は美しい)                         | Hiroki Sagawa           | Hiroki Sagawa                     | 5:15    |
| 2.  | „Taiyō Knock” (jap. 太陽ノック)                                  | Katsuhiko Kurosu        | Naoyuki Osada                     | 4:03    |
| 3.  | „Ima, hanashitai dareka ga iru” (jap. 今、話したい誰かがいる)    | Akira Sunset, APAZZI    | Akira Sunset, APAZZI              | 4:24    |
| 4.  | „Harujion ga sakukoro” (jap. ハルジオンが咲く頃)                 | Akira Sunset, APAZZI    | Akira Sunset, APAZZI              | 5:29    |
| 5.  | „Kikkake” (jap. きっかけ)                                        | Katsuhiko Sugiyama      | Katsuhiko Sugiyama, Tatsurō Ariki | 5:20    |
| 6.  | „Taiyō ni kudokarete” (jap. 太陽に口説かれて)                    | Takafumi Fujino         | Takafumi Fujino                   | 4:11    |
| 7.  | „Yokubō no Reincarnation” (jap. 欲望のリインカーネーション)      | Miki Watanabe           | Miki Watanabe                     | 4:19    |
| 8.  | „Kanashimi no wasurekata” (jap. 悲しみの忘れ方)                  | Keiichi Kondō           | Mine Kushita                      | 4:29    |
| 9.  | „Kūkikan” (jap. 空気感)                                          | DR QUEENBEE             | DR QUEENBEE                       | 3:54    |
| 10. | „Kōgousei kibō” (jap. 光合成希望) (wyk. Nanase Nishino)          | Hiroshi Yoshida         | Yūichi "Masa" Nonaka              | 3:56    |
| 11. | „Muhyōjō” (jap. 無表情) (wyk. Erika Ikuta, Sayuri Matsumura)     | Akira Sunset            | Akira Sunset                      | 3:51    |
| 12. | „Arakajime katarareru Romance” (jap. あらかじめ語られるロマンス) | SoichiroK, Nozomu.S     | SoichiroK, Nozomu.S               | 4:55    |
| 13. | „Sukima” (jap. 隙間)                                             | Akira Sunset, Carlos K. | Akira Sunset, Carlos K.           | 5:02    |
| 14. | „Kyūshamen” (jap. 急斜面)                                        | FURUTA, Yasutaka.Ishio  | Ryūsuke Shigenaga                 | 3:46    |
| 15. | „Hane no kioku” (jap. 羽根の記憶)                                | Katsuhiko Sugiyama      | Katsuhiko Sugiyama, Tatsurō Ariki | 5:42    |
| 16. | „Nogizaka no uta” (jap. 乃木坂の詩)                              | Kōji Ide                | Kōji Ide                          | 4:30    |

| DVD (Type-A) | DVD (Type-A) | DVD (Type-A) |
| Nr           | Tytuł utworu | Długość      |
| ------------ | --- | ------------ |
| 1.           | „Natsu no Free&Easy Nogizaka46 Manatsu no zenkoku Tour 2014 Final! @ Meijijingūyakyūjō Zenpen” (jap. 夏のFree&Easy 乃木坂46 真夏の全国ツアー2014 Final!@明治神宮野球場 前編)                     |              |
| 2.           | „Romance no Star Nogizaka46 Manatsu no zenkoku Tour 2014 Final! @ Meijijingūyakyūjō Zenpen” (jap. ロマンスのスタート 乃木坂46 真夏の全国ツアー2014 Final!@明治神宮野球場 前編)                   |              |
| 3.           | „Aitakatta kamo shirenai Nogizaka46 Manatsu no zenkoku Tour 2014 Final! @ Meijijingūyakyūjō Zenpen” (jap. 会いたかったかもしれない 乃木坂46 真夏の全国ツアー2014 Final!@明治神宮野球場 前編)     |              |
| 4.           | „Romantc ika-yaki Nogizaka46 Manatsu no zenkoku Tour 2014 Final! @ Meijijingūyakyūjō Zenpen” (jap. ロマンティックいか焼き 乃木坂46 真夏の全国ツアー2014 Final!@明治神宮野球場 前編)              |              |
| 5.           | „Girl's Rule Nogizaka46 Manatsu no zenkoku Tour 2014 Final! @ Meijijingūyakyūjō Zenpen” (jap. ガールズルール 乃木坂46 真夏の全国ツアー2014 Final!@明治神宮野球場 前編)                           |              |
| 6.           | „Nani mo dekizu ni soba ni iru Nogizaka46 Manatsu no zenkoku Tour 2014 Final! @ Meijijingūyakyūjō Zenpen” (jap. 何もできずにそばにいる 乃木坂46 真夏の全国ツアー2014 Final!@明治神宮野球場 前編) |              |
| 7.           | „Umareta mama de Nogizaka46 Manatsu no zenkoku Tour 2014 Final! @ Meijijingūyakyūjō Zenpen” (jap. 生まれたままで 乃木坂46 真夏の全国ツアー2014 Final!@明治神宮野球場 前編)                       |              |
| 8.           | „Koko janai doko ka Nogizaka46 Manatsu no zenkoku Tour 2014 Final! @ Meijijingūyakyūjō Zenpen” (jap. ここじゃないどこか 乃木坂46 真夏の全国ツアー2014 Final!@明治神宮野球場 前編)                |              |
| 9.           | „Yubi Bōenkyō Nogizaka46 Manatsu no zenkoku Tour 2014 Final! @ Meijijingūyakyūjō Zenpen” (jap. 指望遠鏡 乃木坂46 真夏の全国ツアー2014 Final!@明治神宮野球場 前編)                                |              |
| 10.          | „Tsuki no ōki-sa Nogizaka46 Manatsu no zenkoku Tour 2014 Final! @ Meijijingūyakyūjō Zenpen” (jap. 月の大きさ 乃木坂46 真夏の全国ツアー2014 Final!@明治神宮野球場 前編)                           |              |
| 11.          | „Ushinaitakunai kara Nogizaka46 Manatsu no zenkoku Tour 2014 Final! @ Meijijingūyakyūjō Zenpen” (jap. 失いたくないから 乃木坂46 真夏の全国ツアー2014 Final!@明治神宮野球場 前編)                 |              |
| 12.          | „Ningen to iu gakki Nogizaka46 Manatsu no zenkoku Tour 2014 Final! @ Meijijingūyakyūjō Zenpen” (jap. 人間という楽器 乃木坂46 真夏の全国ツアー2014 Final!@明治神宮野球場 前編)                    |              |

### Type-B
| CD  | CD                                                                                                | CD                   | CD                                | CD      |
| Nr  | Tytuł utworu                                                                                      | Kompozycja           | Aranżacja                         | Długość |
| --- | ------------------------------------------------------------------------------------------------- | -------------------- | --------------------------------- | ------- |
| 1.  | „Inochi wa utsukushii” (jap. 命は美しい)                                                          | Hiroki Sagawa        | Hiroki Sagawa                     | 5:15    |
| 2.  | „Taiyō Knock” (jap. 太陽ノック)                                                                   | Katsuhiko Kurosu     | Naoyuki Osada                     | 4:03    |
| 3.  | „Ima, hanashitai dareka ga iru” (jap. 今、話したい誰かがいる)                                     | Akira Sunset, APAZZI | Akira Sunset, APAZZI              | 4:24    |
| 4.  | „Harujion ga sakukoro” (jap. ハルジオンが咲く頃)                                                  | Akira Sunset, APAZZI | Akira Sunset, APAZZI              | 5:29    |
| 5.  | „Kikkake” (jap. きっかけ)                                                                         | Katsuhiko Sugiyama   | Katsuhiko Sugiyama, Tatsurō Ariki | 5:20    |
| 6.  | „Taiyō ni kudokarete” (jap. 太陽に口説かれて)                                                     | Takafumi Fujino      | Takafumi Fujino                   | 4:11    |
| 7.  | „Yokubō no Reincarnation” (jap. 欲望のリインカーネーション)                                       | Miki Watanabe        | Miki Watanabe                     | 4:19    |
| 8.  | „Kanashimi no wasurekata” (jap. 悲しみの忘れ方)                                                   | Keiichi Kondō        | Mine Kushita                      | 4:29    |
| 9.  | „Threefold choice” (wyk. Asuka Saitō, Minami Hoshino, Miona Hori)                                 | Takahiro Furukawa    | Takahiro Furukawa                 | 3:43    |
| 10. | „Teitaion no Kiss” (jap. 低体温のキス) (wyk. Erika Ikuta)                                         | Atsuko Nakatani      | Yōichi Tanoue                     | 4:00    |
| 11. | „Harukanaru Bhutan” (jap. 遥かなるブータン)                                                       | Tadashi Tsukida      | ha-j                              | 4:38    |
| 12. | „Popipappapa” (jap. ポピパッパパー)                                                               | Akira Sunset, ha-j   | Akira Sunset, ha-j                | 4:02    |
| 13. | „Seifuku o nuide sayonara o...” (jap. 制服を脱いでサヨナラを…) (wyk. Asuka Saito, Minami Hoshino) | Takahiro Furukawa    | Takahiro Furukawa                 | 5:01    |
| 14. | „Yūutsu to fūsen Gum” (jap. 憂鬱と風船ガム)                                                       | HIROTOMO, Dr.Lilcom  | APAZZI                            | 4:04    |
| 15. | „Tachinaorichū” (jap. 立ち直り中)                                                                 | Takashi Fukuda       | TATOO                             | 4:43    |
| 16. | „Nogizaka no uta” (jap. 乃木坂の詩)                                                               | Kōji Ide             | Kōji Ide                          | 4:30    |

| DVD | DVD | DVD     |
| Nr  | Tytuł utworu | Długość |
| --- | --- | ------- |
| 1.  | „Hito wa naze hashiru no ka? Nogizaka46 Manatsu no zenkoku Tour 2014 Final! @ Meijijingūyakyūjō Chūhen” (jap. 人はなぜ走るのか? 乃木坂46 真夏の全国ツアー2014 Final!@明治神宮野球場 中編)                  |         |
| 2.  | „Sekkachi na katatsumuri Nogizaka46 Manatsu no zenkoku Tour 2014 Final! @ Meijijingūyakyūjō Chūhen” (jap. せっかちなかたつむり 乃木坂46 真夏の全国ツアー2014 Final!@明治神宮野球場 中編)                   |         |
| 3.  | „Hidarimune no yūki Nogizaka46 Manatsu no zenkoku Tour 2014 Final! @ Meijijingūyakyūjō Chūhen” (jap. 左胸の勇気 乃木坂46 真夏の全国ツアー2014 Final!@明治神宮野球場 中編)                                  |         |
| 4.  | „Nandome no aozora ka? Nogizaka46 Manatsu no zenkoku Tour 2014 Final! @ Meijijingūyakyūjō Chūhen” (jap. 何度目の青空か? 乃木坂46 真夏の全国ツアー2014 Final!@明治神宮野球場 中編)                          |         |
| 5.  | „Dankeschön Nogizaka46 Manatsu no zenkoku Tour 2014 Final! @ Meijijingūyakyūjō Chūhen” (jap. ダンケシェーン 乃木坂46 真夏の全国ツアー2014 Final!@明治神宮野球場 中編)                                      |         |
| 6.  | „Sonna baka na... Nogizaka46 Manatsu no zenkoku Tour 2014 Final! @ Meijijingūyakyūjō Chūhen” (jap. そんなバカな・・・ 乃木坂46 真夏の全国ツアー2014 Final!@明治神宮野球場 中編)                            |         |
| 7.  | „Kokoro no kusuri Nogizaka46 Manatsu no zenkoku Tour 2014 Final! @ Meijijingūyakyūjō Chūhen” (jap. 心の薬 乃木坂46 真夏の全国ツアー2014 Final!@明治神宮野球場 中編)                                        |         |
| 8.  | „13-nichi no kinyōbi Nogizaka46 Manatsu no zenkoku Tour 2014 Final! @ Meijijingūyakyūjō Chūhen” (jap. 13日の金曜日 乃木坂46 真夏の全国ツアー2014 Final!@明治神宮野球場 中編)                               |         |
| 9.  | „Senpūki Nogizaka46 Manatsu no zenkoku Tour 2014 Final! @ Meijijingūyakyūjō Chūhen” (jap. 扇風機 乃木坂46 真夏の全国ツアー2014 Final!@明治神宮野球場 中編)                                                 |         |
| 10. | „Sono saki no deguchi Nogizaka46 Manatsu no zenkoku Tour 2014 Final! @ Meijijingūyakyūjō Chūhen” (jap. その先の出口 乃木坂46 真夏の全国ツアー2014 Final!@明治神宮野球場 中編)                              |         |
| 11. | „Mukuchi na Lion Nogizaka46 Manatsu no zenkoku Tour 2014 Final! @ Meijijingūyakyūjō Chūhen” (jap. 無口なライオン 乃木坂46 真夏の全国ツアー2014 Final!@明治神宮野球場 中編)                                 |         |
| 12. | „Boku ga yukanakya dare ga yukunda? Nogizaka46 Manatsu no zenkoku Tour 2014 Final! @ Meijijingūyakyūjō Chūhen” (jap. 僕が行かなきゃ誰が行くんだ? 乃木坂46 真夏の全国ツアー2014 Final!@明治神宮野球場 中編) |         |
| 13. | „Dekopin Nogizaka46 Manatsu no zenkoku Tour 2014 Final! @ Meijijingūyakyūjō Chūhen” (jap. でこぴん 乃木坂46 真夏の全国ツアー2014 Final!@明治神宮野球場 中編)                                               |         |
| 14. | „Toiki no Method Nogizaka46 Manatsu no zenkoku Tour 2014 Final! @ Meijijingūyakyūjō Chūhen” (jap. 吐息のメソッド 乃木坂46 真夏の全国ツアー2014 Final!@明治神宮野球場 中編)                                 |         |

### Type-C
| CD  | CD                                                                                             | CD                   | CD                                | CD      |
| Nr  | Tytuł utworu                                                                                   | Kompozycja           | Aranżacja                         | Długość |
| --- | ---------------------------------------------------------------------------------------------- | -------------------- | --------------------------------- | ------- |
| 1.  | „Inochi wa utsukushii” (jap. 命は美しい)                                                       | Hiroki Sagawa        | Hiroki Sagawa                     | 5:15    |
| 2.  | „Taiyō Knock” (jap. 太陽ノック)                                                                | Katsuhiko Kurosu     | Naoyuki Osada                     | 4:03    |
| 3.  | „Ima, hanashitai dareka ga iru” (jap. 今、話したい誰かがいる)                                  | Akira Sunset, APAZZI | Akira Sunset, APAZZI              | 4:24    |
| 4.  | „Harujion ga sakukoro” (jap. ハルジオンが咲く頃)                                               | Akira Sunset, APAZZI | Akira Sunset, APAZZI              | 5:29    |
| 5.  | „Kikkake” (jap. きっかけ)                                                                      | Katsuhiko Sugiyama   | Katsuhiko Sugiyama, Tatsurō Ariki | 5:20    |
| 6.  | „Taiyō ni kudokarete” (jap. 太陽に口説かれて)                                                  | Takafumi Fujino      | Takafumi Fujino                   | 4:11    |
| 7.  | „Yokubō no Reincarnation” (jap. 欲望のリインカーネーション)                                    | Miki Watanabe        | Miki Watanabe                     | 4:19    |
| 8.  | „Kanashimi no wasurekata” (jap. 悲しみの忘れ方)                                                | Keiichi Kondō        | Mine Kushita                      | 4:29    |
| 9.  | „Shitsuren shitara, kao o arae!” (jap. 失恋したら、顔を洗え!) (wyk. Himeka Nakamoto, Ami Nōjo) | Kuniaki Saitō        | Mitsuru Uchida                    | 4:00    |
| 10. | „Kakigoori no kataomoi” (jap. かき氷の片想い)                                                  | Satoru Shirasuka     | Satoru Shirasuka                  | 4:27    |
| 11. | „Otona e no chikamichi” (jap. 大人への近道) (wyk. Cinq Étoiles)                                | Takahiro Furukawa    | Takahiro Furukawa                 | 5:17    |
| 12. | „Kimi wa boku to awanai hō ga yokatta no ka na” (jap. 君は僕と会わない方がよかったのかな)      | Akira Sunset, ha-j   | Akira Sunset, ha-j                | 5:05    |
| 13. | „Wakaregiwa, motto suki ni naru” (jap. 別れ際、もっと好きになる)                               | Akira Sunset, ha-j   | Akira Sunset, ha-j                | 4:17    |
| 14. | „Shitto no kenri” (jap. 嫉妬の権利)                                                            | Mayuko Maruyama      | Mayuko Maruyama                   | 5:18    |
| 15. | „Futōgō” (jap. 不等号)                                                                         | Takashi Fukuda       | Takashi Fukuda                    | 4:17    |
| 16. | „Nogizaka no uta” (jap. 乃木坂の詩)                                                            | Kōji Ide             | Kōji Ide                          | 4:30    |

| DVD | DVD | DVD     |
| Nr  | Tytuł utworu | Długość |
| --- | --- | ------- |
| 1.  | „Sekai de ichiban kodokuna Lover Nogizaka46 Manatsu no zenkoku Tour 2014 Final! @ Meijijingūyakyūjō Kōhen” (jap. 世界で一番 孤独なLover 乃木坂46 真夏の全国ツアー2014 Final!@明治神宮野球場 後編) |         |
| 2.  | „Seifuku no Mannequin Nogizaka46 Manatsu no zenkoku Tour 2014 Final! @ Meijijingūyakyūjō Kōhen” (jap. 制服のマネキン乃木坂46 真夏の全国ツアー2014 Final!@明治神宮野球場 後編)                     |         |
| 3.  | „Koko ni iru riyū Nogizaka46 Manatsu no zenkoku Tour 2014 Final! @ Meijijingūyakyūjō Kōhen” (jap. ここにいる理由乃木坂46 真夏の全国ツアー2014 Final!@明治神宮野球場 後編)                         |         |
| 4.  | „Barrette Nogizaka46 Manatsu no zenkoku Tour 2014 Final! @ Meijijingūyakyūjō Kōhen” (jap. バレッタ乃木坂46 真夏の全国ツアー2014 Final!@明治神宮野球場 後編)                                       |         |
| 5.  | „Hashire! Bicycle Nogizaka46 Manatsu no zenkoku Tour 2014 Final! @ Meijijingūyakyūjō Kōhen” (jap. 走れ!Bicycle乃木坂46 真夏の全国ツアー2014 Final!@明治神宮野球場 後編)                           |         |
| 6.  | „Oide Shampoo Nogizaka46 Manatsu no zenkoku Tour 2014 Final! @ Meijijingūyakyūjō Kōhen” (jap. おいでシャンプー乃木坂46 真夏の全国ツアー2014 Final!@明治神宮野球場 後編)                           |         |
| 7.  | „Kimi no na wa kibō Nogizaka46 Manatsu no zenkoku Tour 2014 Final! @ Meijijingūyakyūjō Kōhen” (jap. 君の名は希望乃木坂46 真夏の全国ツアー2014 Final!@明治神宮野球場 後編)                         |         |
| 8.  | „Kizuitara kataomoi Nogizaka46 Manatsu no zenkoku Tour 2014 Final! @ Meijijingūyakyūjō Kōhen” (jap. 気づいたら片想い乃木坂46 真夏の全国ツアー2014 Final!@明治神宮野球場 後編)                     |         |
| 9.  | „Guruguru Curtain Nogizaka46 Manatsu no zenkoku Tour 2014 Final! @ Meijijingūyakyūjō Kōhen” (jap. ぐるぐるカーテン乃木坂46 真夏の全国ツアー2014 Final!@明治神宮野球場 後編)                       |         |
| 10. | „Nogizaka no uta Nogizaka46 Manatsu no zenkoku Tour 2014 Final! @ Meijijingūyakyūjō Kōhen” (jap. 乃木坂の詩乃木坂46 真夏の全国ツアー2014 Final!@明治神宮野球場 後編)                              |         |

### Type-D
| CD  | CD                                                                                               | CD                   | CD                                | CD      |
| Nr  | Tytuł utworu                                                                                     | Kompozycja           | Aranżacja                         | Długość |
| --- | ------------------------------------------------------------------------------------------------ | -------------------- | --------------------------------- | ------- |
| 1.  | „Inochi wa utsukushii” (jap. 命は美しい)                                                         | Hiroki Sagawa        | Hiroki Sagawa                     | 5:15    |
| 2.  | „Taiyō Knock” (jap. 太陽ノック)                                                                  | Katsuhiko Kurosu     | Naoyuki Osada                     | 4:03    |
| 3.  | „Ima, hanashitai dareka ga iru” (jap. 今、話したい誰かがいる)                                    | Akira Sunset, APAZZI | Akira Sunset, APAZZI              | 4:24    |
| 4.  | „Harujion ga sakukoro” (jap. ハルジオンが咲く頃)                                                 | Akira Sunset, APAZZI | Akira Sunset, APAZZI              | 5:29    |
| 5.  | „Kikkake” (jap. きっかけ)                                                                        | Katsuhiko Sugiyama   | Katsuhiko Sugiyama, Tatsurō Ariki | 5:20    |
| 6.  | „Taiyō ni kudokarete” (jap. 太陽に口説かれて)                                                    | Takafumi Fujino      | Takafumi Fujino                   | 4:11    |
| 7.  | „Yokubō no Reincarnation” (jap. 欲望のリインカーネーション)                                      | Miki Watanabe        | Miki Watanabe                     | 4:19    |
| 8.  | „Kanashimi no wasurekata” (jap. 悲しみの忘れ方)                                                  | Keiichi Kondō        | Mine Kushita                      | 4:29    |
| 9.  | „Kanjō roku-gōsen” (jap. 環状六号線) (wyk. Rina Ikoma, Marika Ito, Sayuri Inoue)                 | Ryōsuke Saitō        | Ryōsuke Saitō                     | 4:04    |
| 10. | „Kuchiyakusoku” (jap. 口約束) (wyk. Manatsu Akimoto, Reika Sakurai, Kana Nakada, Yumi Wakatsuki) | Amber                | Makoto Wakatabe                   | 4:34    |
| 11. | „Romantic ikayaki” (jap. ロマンティックいか焼き)                                                 | Kensuke Yoko         | Ryūsuke Shigenaga                 | 4:29    |
| 12. | „House!” (jap. ハウス!)                                                                          | y@suo ohtani         | y@suo ohtani                      | 5:07    |
| 13. | „Sonna baka na...” (jap. そんなバカな・・・)                                                     | Akira Sunset         | Akira Sunset                      | 4:29    |
| 14. | „Shakiism” (jap. シャキイズム)                                                                   | Kensuke Okamoto      | Kensuke Okamoto                   | 4:12    |
| 15. | „Romance no Start” (jap. ロマンスのスタート)                                                     | Makoto Oshida        | Sosaku Sasaki, Makoto Oshida      | 4:02    |
| 16. | „Nogizaka no uta” (jap. 乃木坂の詩)                                                              | Kōji Ide             | Kōji Ide                          | 4:30    |

| DVD | DVD                                                             | DVD     |
| Nr  | Tytuł utworu                                                    | Długość |
| --- | --------------------------------------------------------------- | ------- |
| 1.  | „Start” (jap. スタート)                                         |         |
| 2.  | „HAkushu-kai / Live Series” (jap. 握手会・ライブシリーズ)       |         |
| 3.  | „Seisaku Series” (jap. 制作シリーズ)                            |         |
| 4.  | „Soto shigoto Series” (jap. 外仕事シリーズ)                     |         |
| 5.  | „Yoku totte ita & nazo Series” (jap. 良く撮っていた&謎シリーズ) |         |

## Notowania
| Lista                     | Pozycja |
| ------------------------- | ------- |
| Oricon Weekly Album Chart | 1       |
| Oricon Yearly Album Chart | 7       |